# Psammuthis
Psammuthis (... – 393 a.C.) è stato un faraone della XXIX dinastia egizia.

## Biografia
Alla morte di Neferite I, avvenuta nel 393 a.C., si formarono due fazioni entrambe con un proprio pretendente al trono: Muthis e Pasherienmut (cioè Psammuthis, usando il nome che ci è più noto dagli epitomatori di Manetone). Pare che il primo, che forse era figlio del predecessore, sia riuscito a regnare appena per qualche mese, salvo poi venire spodestato da Psammuthis.
Questi riuscì a regnare a malapena un anno, durante il 393 a.C., dato che venne poi a sua volta detronizzato da Hakor, che ne sovrascrisse i cartigli sui monumenti (una forma di damnatio memoriae non infrequente nei confronti di sovrani considerati usurpatori dai loro successori), retrodatando di fatto la sua ascesa al trono e ponendosi come successore diretto di Neferite I.
Questo sovrano è citato da Eusebio di Cesarea, da Sesto Africano, da entrambe le liste della Cronaca demotica e da rari monumenti, scampati alla cancellazione ordinata da Hakor, che confermerebbero suoi lavori a Karnak e ad Akhmin.
Le difficoltà nel collocare questo personaggio nell'effettivo ordine di successione all'interno della dinastia (Sesto Africano, ad esempio, lo colloca erroneamente - a differenza di tutte le altre fonti - come successore di Hakor) sono dovute agli scarsissimi riferimenti nelle liste al regno di Muthis, e soprattutto alle cancellazioni ad opera di Hakor.

## Titolatura
| G5 |

| G5 |

| O29 · F9 · F9 | V38 | O50 · Z2 |

| O29 · F9 · F9 | V38 | O50 · Z2 |

| O29 · F9 · F9 | V38 | O50 · Z2 |

| O29 · F9 · F9 | V38 | O50 · Z2 |

| O29 · F9 · F9 | V38 | O50 · Z2 |

| O29 · F9 · F9 | V38 | O50 · Z2 |

| O29 · F9 · F9 | V38 | O50 · Z2 |

| O29 · F9 · F9 | V38 | O50 · Z2 |

| G16 |

| G16 |

|  |

| G8 |

| G8 |

|  |

| M23 · X1 | L2 · X1 |

| M23 · X1 | L2 · X1 |

| N5 | wsr | s | p · t | V28 | stp · n |

| N5 | wsr | s | p · t | V28 | stp · n |

| N5 | wsr | s | p · t | V28 | stp · n |

| N5 | wsr | s | p · t | V28 | stp · n |

| N5 | wsr | s | p · t | V28 | stp · n |

| N5 | wsr | s | p · t | V28 | stp · n |

| N5 | wsr | s | p · t | V28 | stp · n |

| N5 | wsr | s | p · t | V28 | stp · n |

| G39 | N5 |

| G39 | N5 |

| p | A17 | t · G15 |

| p | A17 | t · G15 |

| p | A17 | t · G15 |

| p | A17 | t · G15 |

| p | A17 | t · G15 |

| p | A17 | t · G15 |

| p | A17 | t · G15 |

| p | A17 | t · G15 |